# Robert Kovač
Robert Kovač [ˈrɔbɛrt ˈkɔʋaːtʃ] (* 6. April 1974 in West-Berlin) ist ein ehemaliger deutsch-kroatischer Fußballspieler und jetziger -trainer. Er verbrachte den Großteil seiner Laufbahn in Deutschland, bestritt 84 Spiele für die kroatische Nationalmannschaft und ist seit 2013 als Co-Trainer unter seinem älteren Bruder Niko tätig. Nach Stationen bei der kroatischen Nationalmannschaft, bei Eintracht Frankfurt, dem FC Bayern München, der AS Monaco und dem VfL Wolfsburg trainiert das Gespann seit Anfang Februar 2025 die Mannschaft von Borussia Dortmund.

## Karriere

### Vereine
Robert Kovač wuchs als Sohn kroatischer Eltern (aus Livno, SR Bosnien-Herzegowina, stammend) mit Bruder Niko in Berlin auf und begann mit dem Vereinsfußball bei Rapide Wedding. Es folgten sieben Jahre für Hertha Zehlendorf, zunächst 1988/89 in der B-Jugend und spätestens ab 1991 in der Berliner Staffel der drittklassigen Amateur-Oberliga. In jener nach der Wende im NOFV-Bereich etablierten Oberliga Nordost gelang den Zehlendorfern mit dem Abwehrmann 1993/94 die Qualifikation für die als 3. Spielklasse wiedergegründete Regionalliga in der Folgesaison.
Zur Saison 1995/96 erhielt er einen Lizenzspielervertrag beim Zweitligisten 1. FC Nürnberg, für den er in seiner ersten Saison 33 Spiele absolvierte und ein Tor erzielte. Sein erstes Spiel bestritt er dabei am 9. August 1995 (2. Spieltag) beim 0:0-Unentschieden im Heimspiel gegen den VfL Wolfsburg; sein erstes Tor gelang ihm am 6. April 1996 (24. Spieltag) zum zwischenzeitlichen Ausgleich bei der 1:2-Heimniederlage gegen den 1. FSV Mainz 05. In der Abstiegssaison der Nürnberger war Kovač einer der wenigen auffälligen Spieler, sodass er im Sommer 1996 zu Bayer 04 Leverkusen wechselte. Dort kam er in seiner ersten Bundesligasaison auf 13 Einsätze. In der Folgesaison 1997/98 wurde er Stammspieler in der Abwehr. Kovač spielte bis 2001 für Bayer, dabei erzielte er sein einziges Bundesligator in der vorletzten Saison am 4. März 2000 (23. Spieltag) mit dem Treffer zum 3:1-Sieg beim 1. FC Kaiserslautern.
Von 2001 bis 2005 war er 94-mal für FC Bayern München im Liga-Spielbetrieb aktiv. In vier Spielzeiten gewann er zweimal den DFB-Pokal, wurde zweimal Deutscher Meister, gewann den Ligapokal und den Weltpokal.
Zur Saison 2005/06 wechselte Kovač ablösefrei zum italienischen Erstligisten Juventus Turin, für den er regelmäßig zum Einsatz kam, aber mit Fabio Cannavaro und Lilian Thuram starke Konkurrenz auf seiner Position in der Innenverteidigung hatte. Als der Verein im Sommer 2006 infolge des Manipulationsskandales in die Serie B zwangsabstieg und viele Spieler den Klub verließen, entschied sich Kovač, zu bleiben und wurde unter Didier Deschamps in der Hinrunde Stammspieler in der Abwehr. Nach der Winterpause wurde er aufgrund einer langwierigen Fußverletzung jedoch nur noch einmal eingesetzt; dennoch hatte er seinen Anteil am direkten Wiederaufstieg von Juventus.
Zur Saison 2007/08 kehrte Kovač in die Bundesliga zurück und unterschrieb bei Borussia Dortmund. Aufgrund der Vertragsauflösung bei Juventus war keine Ablöse zu entrichten. Mit Borussia Dortmund erreichte er am 19. April 2008 das Finale um den DFB-Pokal, das allerdings mit 1:2 in der Verlängerung gegen den FC Bayern München verloren wurde. Am 29. Januar 2009 wechselte er zu Dinamo Zagreb, wo er Kapitän und Abwehrchef wurde und am Ende der Saison zwei Titel gewann.
Am 2. Juni 2010 beendete Kovač seine aktive Karriere.

### Nationalmannschaft
Für die A-Nationalmannschaft Kroatiens spielte er lange Zeit an der Seite seines Bruders und übernahm nach dessen Abschied das Amt des Mannschaftskapitäns. Kovač bestritt 84 Länderspiele ohne eigenen Treffer und nahm mit Kroatien an den Weltmeisterschaften 2002 und 2006 sowie an den Europameisterschaften 2004 und 2008 teil und bestritt bei diesen Turnieren 11 von 13 Begegnungen.

### Trainerkarriere
Im Januar 2013 wurde Robert Kovač als Co-Trainer der kroatischen U-21-Nationalmannschaft vorgestellt. Cheftrainer wurde gleichzeitig sein Bruder Niko.
Am 16. Oktober 2013 wurde er zum Co-Trainer der A-Nationalmannschaft ernannt und assistierte seinem Bruder und Cheftrainer Niko bis zu dessen Entlassung am 9. September 2015.
Vom 8. März 2016 bis Saisonende 2017/18 assistierte er seinem Bruder als Co-Trainer des deutschen Bundesligisten Eintracht Frankfurt.
Von Juli 2018 bis November 2019 war Robert Kovač Co-Trainer unter seinem Bruder Niko beim FC Bayern München. Er erhielt einen bis zum 30. Juni 2021 laufenden Vertrag, der am 3. November 2019, einhergehend mit der Trennung des FC Bayern von seinem Bruder Niko, vorzeitig aufgelöst wurde. Zur Spielzeit 2020/21 wurde Kovač an der Seite seines Bruders Co-Trainer des französischen Erstligisten AS Monaco. Anfang des Jahres 2022 trennte sich der Verein von den Brüdern. Zur Saison 2022/23 kehrten die Geschwister in die Bundesliga zurück, in der Niko den VfL Wolfsburg als Nachfolger von Florian Kohfeldt übernahm. Sie unterschrieben einen bis zum 30. Juni 2025 laufenden Vertrag. Dieser wurde am 17. März 2024 vorzeitig aufgelöst.
Ab Anfang Februar 2025 ist Kovač als Assistent seines Bruders bei Borussia Dortmund tätig, wo er bereits als Spieler aktiv war. Das Gespann übernimmt die Mannschaft mit einem weiteren Co-Trainer, Filip Tapalović, von Interimstrainer Mike Tullberg.

## Erfolge
- Weltpokalsieger 2001 (mit dem FC Bayern München)
- Deutscher Meister 2003, 2005 (mit dem FC Bayern München)
- DFB-Pokalsieger 2003, 2005 (mit dem FC Bayern München)
- Ligapokalsieger 2004 (mit dem FC Bayern München)
- Italienischer Meister 2006 a (mit Juventus Turin)
- Italienischer Serie-B-Meister 2007 (mit Juventus Turin)
- Kroatischer Meister: 2009, 2010
- Kroatischer Pokalsieger 2009

## Privates
Er ist in zweiter Ehe mit Anica Kovač geb. Martinović, der Miss Kroatien 1995, verheiratet, und hat mit ihr drei Kinder. Sein Bruder Niko war ebenfalls Fußballprofi. Gemeinsam spielten sie für Bayer 04 Leverkusen, Bayern München und die kroatische A-Nationalmannschaft und bilden seit 2013 ein gemeinsames Trainerteam.